# Ice Cube
Pour les articles homonymes, voir Ice Cube (homonymie).
O'Shea Jackson, Sr., dit Ice Cube, est un rappeur, acteur, scénariste, réalisateur et producteur de cinéma américain, né le 15 juin 1969 à Crenshaw (quartier de South Central, en Californie). Il est membre du groupe de hip-hop N.W.A (Niggaz Wit Attitudes) de 1987 à 1989, puis de la Westside Connection de 1995 à 2005, avant de poursuivre une carrière solo dans la musique. 
En parallèle il commence en 1991 une carrière d'acteur au cinéma. Également scénariste et producteur, il est par exemple l'un des producteurs des séries télévisées Barbershop, diffusée sur Showtime, et Ma femme, ses enfants et moi, qui sont toutes deux fondées sur des films dans lesquels il incarne le personnage principal. Il a aussi réalisé un film, The Players Club.
Il est classé huitième sur la liste des « 10 meilleurs MCs[Quoi ?] de tous les temps » établie par MTV[Quand ?][réf. nécessaire]. AllMusic le considère comme l'un des meilleurs rappeurs les plus controversés et comme l'un des « meilleurs conteurs du hip-hop ». En 2012, le magazine The Source le classe 14e sur sa liste des « 50 meilleurs paroliers de tous les temps ». En 2014, About.com le classe 10e des meilleurs rappeurs de tous les temps.

## Biographie

### Jeunesse

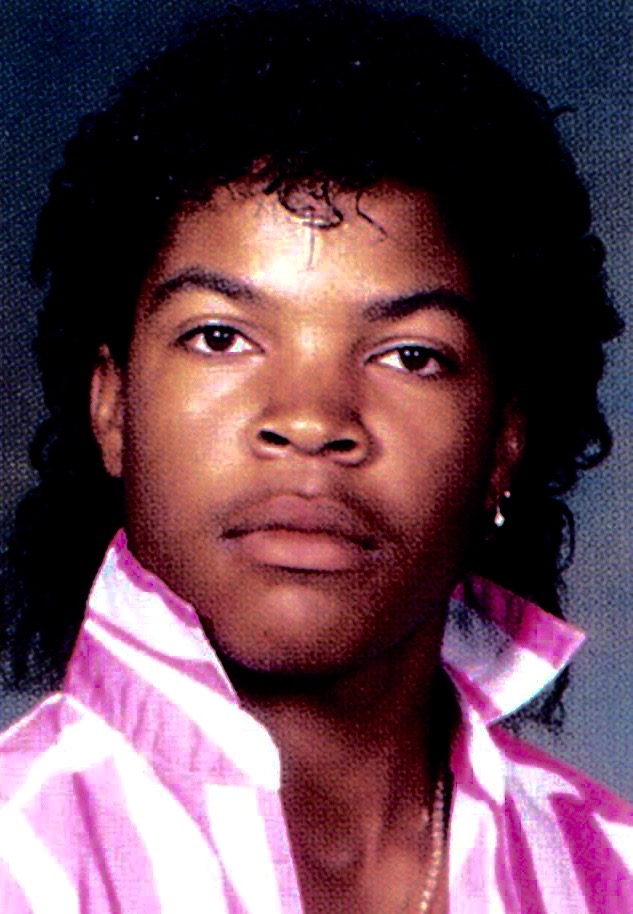
O'Shea Jackson Sr. à l'école secondaire, en 1987.

O'Shea Jackson Sr. est né le 15 juin 1969 à Los Angeles, South Central, fils de Doris, employée administrative dans un hôpital, et de Hosea Jackson, agent de sécurité à l'UCLA,,,. Cube a un grand frère et une demi-sœur qui fut tuée lorsqu'il avait 12 ans. Son cousin est Teren Delvon Jones, également connu sous le nom de scène Del tha Funkee Homosapien, membre du groupe Hieroglyphics et ancien collaborateur des Gorillaz ; et Kam du groupe The Warzone.
Durant son adolescence, Ice Cube s'intéresse au hip-hop, et commence à écrire pendant qu'il étudiait à la George Washington Preparatory High School. Il s'inscrit au Phoenix Institute of Technology au printemps 1987. Avec son ami Sir Jinx, Ice Cube forme le groupe C.I.A., et jouent lors d'événements organisés par Dr. Dre. Dre s'intéresse au potentiel lyrique de Cube et l'assiste à l'écriture du single à succès de la Wreckin Cru, Cabbage Patch, ; il se joint à Cube pour former le duo Stereo Crew. Stereo Crew publie ensuite un vinyl intitulé She's a Skag publié au label Epic Records en 1986. Son nom de scène, Ice Cube, s'inspire d'Iceberg Slim, écrivain américain. Depuis le 26 avril 1992 il est marié avec Kimberly Woodruff avec qui il a 5 enfants, O'Shea Jr, Darrel, Karima, Shareef et Franck Derussy Jackson.

### N.W.A (1986–1989)
Ice Cube commence à écrire des paroles de chansons à l'âge de 16 ans, notamment Boyz-n-the-Hood, reprise plus tard par N.W.A., qui lui accorde une certaine notoriété. En 1984, il forme le groupe C.I.A., avec K-Dee et Sir Jinx, avec lesquels il travaille jusqu'en 1987. Le second album de N.W.A, Straight Outta Compton (1988), devient une référence dans la musique hip-hop, plus particulièrement le gangsta rap, permettant ainsi au groupe de revendiquer leur origine sociale, de dénoncer les problèmes sociaux et de se faire un nom. Cependant, les paroles crues et antipolicières de Fuck tha Police leur valent une lettre d'avertissement du FBI. Ice Cube quitte N.W.A en 1989, en raison de conflits financiers et de brouilles avec Eazy-E et Jerry Heller.

### Carrière solo (depuis 1989)

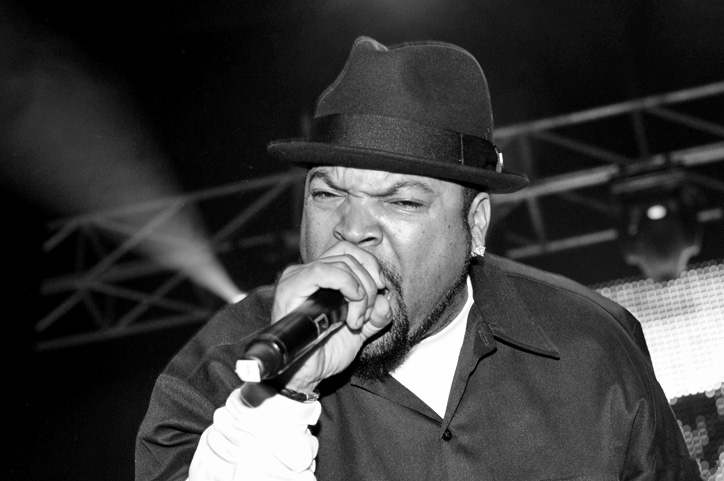
Ice Cube sur scène en 2010.

Cube lance sa carrière solo avec son premier album, AmeriKKKa's Most Wanted, publié le 16 mai 1990. Cube profite du pic de popularité du rap à l'époque pour bien se vendre. Bien qu'il ait été critiqué pour des propos misogynes et violents, même ses détracteurs ont dû avouer que l'album était innovant[réf. nécessaire]. L'album devient un succès commercial, se classe 19e du Billboard 200 et est certifié disque de platine par la RIAA. En 1991, Cube tourne par la suite dans son premier film, Boyz N the Hood, sous la direction de John Singleton. La même année, le 31 octobre l'album Death Certificate, plus controversé que le précédent et comportant la chanson à succès No Vaseline où il insulte les membres de N.W.A. L'album est, comme son prédécesseur, bien accueilli par la presse spécialisée, et classé deuxième du Billboard 200.
Cube se lance en tournée avec le Lollapalooza en 1992, ce qui agrandit considérablement son public. La même année, il devient musulman et rejoint la Nation of Islam, une organisation visant l'unité des noirs américains et la défense de leurs intérêts, une adhésion qu'il nie par la suite. Le 17 novembre 1992, Cube publie son troisième album, The Predator, qui rencontre un grand succès, notamment grâce au tube It Was A Good Day. L'album atteint la première place du Billboard 200. Après cet album, sa notoriété commence toutefois à diminuer. Lethal Injection, publié le 7 décembre 1993, n'est pas très apprécié par les fans de la première heure (sans doute lié à la guerre fratricide au seing du N.W.A) aux États-Unis malgré sa popularité croissante en France (découvrant entre autres le hip hop des scènes parisiennes et marseillaises) et également en Europe, principalement en Angleterre et en Allemagne et les critiques (sur son changement de ligne, aux nouveaux lyrics moins emprunts de misogynie et de promotion de consommation de drogue)[réf. nécessaire], cet album parait en effet quelques mois après le film Boyz n the Hood en tant que BO dans la "B.O". Film dans lequel il est un des acteurs principaux. Pendant ce temps Dr. Dre et Snoop Doggy Dogg, avec leur son également estampillé West Coast, dominent la scène du hip-hop américain. Ice Cube réalise plus tard un duo avec Dre sur la chanson Natural Born Killaz. En 1995, Ice Cube forme le groupe Westside Connection avec Mack 10 et WC, avec lesquels il publie l'album Bow Down plus tard dans l'année.
Ice Cube met ensuite sa carrière musicale entre parenthèses pour tourner dans de nombreux films comme Anaconda, le prédateur avec Jennifer Lopez. Il sort ensuite War and Peace, un album en deux volumes entre 1998 (Volume 1 (The War Disc)) et 2000 (Volume 2 (The Peace Disc)) qui comprennent les tubes Hello et You Can Do It. Il participe également à la chanson Children Of The KoRn de l'album Follow the Leader et au Family Value Tour de 1998, festival créé par KoRn, qui réunit habituellement des groupes de metal. En 2004, Westside Connection sort son deuxième album, Terrorist Threats avec la chanson à succès Gangsta Nation où Nate Dogg est au refrain. Ice Cube publie, en 2006, son septième album intitulé Laugh Now, Cry Later, avec notamment la participation de Snoop Dogg, Lil' Jon, WC et Kokane. En 2007 est commercialisée In the Movies, une compilation de titres enregistrés pour des bandes son de films auxquels il participe. En 2008, Ice Cube publie son huitième album intitulé Raw Footage qui contient le single Gangsta Rap Made Me Do It.
En novembre 2010, il prête sa voix au Caporal Bowman dans le jeu vidéo Call of Duty: Black Ops. Il fait une intervention en tant qu'invité sur l'album Follow the Leader du groupe de nu metal KoЯn sur la chanson Children of the KoRn. Ice Cube fait une apparition dans le clip Game's Pain du rappeur The Game, au moment des paroles « Ice Cube my favorite rapper ». En 2010, il sort son nouvel album, intitulé I Am the West, qui suit le single I Rep That West sorti quelques mois plus tôt.
Il sort ensuite son dixième album studio, Everythang's Corrupt, annoncé depuis 2015.

## BIG3
En janvier 2017, il fonde la ligue de basket-ball BIG3, basée sur un championnat de 3 contre 3, qui voit la première équipe à atteindre 50 points l'emporter. Elle réunit notamment d'anciennes gloires de la NBA, comme Corey Maggette, élu MVP à l'issue de la deuxième saison, mais aussi Al Harrington, Glen Davis, Mahmoud Abdul-Rauf ou encore Gary Payton au coaching,.

## Discographie

### Albums studio
- 1990 : AmeriKKKa's Most Wanted
- 1991 : Death Certificate
- 1992 : The Predator
- 1993 : Lethal Injection
- 1998 : War and Peace - Volume 1 (The War Disc)
- 2000 : War and Peace - Volume 2 (The Peace Disc)
- 2006 : Laugh Now, Cry Later
- 2008 : Raw Footage
- 2010 : I Am the West
- 2018 : Everythang's Corrupt
- 2024 : Man Down

### EP
- 1990 : Kill at Will

### Compilations
- 1994 : Bootlegs & B-Sides
- 1997 : Featuring...Ice Cube
- 2001 : Greatest Hits
- 2007 : In the Movies
- 2008 : The Essentials

### Albums collaboratifs
- 1987 : My Posse (avec C.I.A.)
- 1987 : N.W.A. and the Posse (avec N.W.A)
- 1988 : Sucka Family (avec C.I.A.)
- 1988 : Straight Outta Compton (avec N.W.A.)
- 1992 : Guerillas in tha Mist (avec Da Lench Mob)
- 1994 : Planet of da Apes (avec Da Lench Mob)
- 1996 : Bow Down (avec Westside Connection)
- 2003 : Terrorist Threats (avec Westside Connection)
- 2022 : Snoop Cube 40 $hort (avec Mount Westmore)

## Filmographie
Sauf indication contraire, les informations mentionnées dans cette section peuvent être confirmées par les bases de données cinématographiques  présentes dans la section « Liens externes ».

### Acteur
- 1991 : Boyz n the Hood de John Singleton : Doughboy
- 1992 : Sisters in the Name of Rap (téléfilm) de Chris Balton
- 1992 : Les Pilleurs (Trespass) de Walter Hill : Savon
- 1994 : L'Insigne de la honte (The Glass Shield) de Charles Burnett : Teddy Woods
- 1995 : Fièvre à Columbus University (Higher Learning) de John Singleton : Fudge
- 1995 : Friday de F. Gary Gray : Craig Jones
- 1997 : Dangerous Ground de Darrell Roodt : Vusi Madlazi
- 1997 : Anaconda, le prédateur (Anaconda) de Luis Llosa : Danny Rich
- 1998 : The Players Club d'Ice Cube : Reggie
- 1998 : I Got the Hook-Up de Michael Martin : Gun Runner
- 1999 : Le Pacte des caïds (Thicker than Water) de Richard Cummings Jr. : Slink
- 1999 : Les Rois du désert (Three Kings) de David O. Russell : Sergent-chef Elgin
- 2000 : Next Friday de Steve Carr : Craig Jones
- 2001 : Ghosts of Mars de John Carpenter : Desolation Williams
- 2002 : Chasseurs de primes (All About the Benjamins) de Kevin Bray : Bucum
- 2002 : Barbershop de Tim Story : Calvin Palmer
- 2002 : Friday After Next de Marcus Raboy (en) : Craig Jones
- 2003 : WC: Bandana Swangin - All That Glitters Ain't Gold de Devin Dehaven
- 2004 : Torque, la route s'enflamme (Torque) de Joseph Kahn : Trey
- 2004 : Barbershop 2 (Barbershop 2: Back in Business) de Kevin Rodney Sullivan : Calvin Palmer
- 2005 : On arrive quand ? (Are We There Yet?) de Brian Levant : Nick Persons
- 2005 : XXX2: The Next Level (xXx: State of the Union) de Lee Tamahori : Darius Stone
- 2007 : On arrête quand ? (Are We Done Yet?) de Brian Levant : Nick Persons
- 2008 : Le Gospel du bagne (First Sunday) de David E. Talbert : Durell Washington
- 2008 : Ma super nièce ! (The Longshots) de Fred Durst : Curtis Plummer
- 2009 : The Janky Promoters de Marcus Raboy : Russell Redds
- 2011 : Lottery Ticket d'Erik White : M.. Washington
- 2012 : Rampart d'Oren Moverman : Kyle Timkins
- 2012 : 21 Jump Street de Phil Lord et Chris Miller : Capt. Dickson
- 2014 : 22 Jump Street de Phil Lord et Chris Miller : Capt. Dickson
- 2014 : Mise à l'épreuve (Ride Along) de Tim Story : James Payton
- 2014 : La Légende de Manolo (The Book of Life) de Jorge Gutiérrez : Le Chandeleur (voix)
- 2016 : Mise à l'épreuve 2 (Ride Along 2) de Tim Story : James Payton
- 2016 : Barbershop: The Next Cut de Malcolm D. Lee : Calvin Palmer
- 2017 : Combat de profs de Richie Keen : Strickland
- 2017 : XXX: Reactivated de D. J. Caruso : Darius Stone
- 2017 : The Defiant Ones (série documentaire musicale) d'Allen Hughes : lui-même
- 2020 : La Voix du succès (The High Note) de Nisha Ganatra : Jack Robertson
- 2023 : Ninja Turtles: Teenage Years (Teenage Mutant Ninja Turtles: Mutant Mayhem) de Jeff Rowe et Kyler Spears : Superfly (voix)
- 2025 : War of the Worlds de Rich Lee : Will Radford

### Scénariste
- 1995 : Friday de F. Gary Gray
- 1998 : The Players Club d'Ice Cube
- 2000 : Next Friday de Steve Carr
- 2002 : Chasseurs de primes (All About the Benjamins) de Kevin Bray
- 2002 : Friday After Next de Marcus Raboy (en)
- 2009 : The Janky Promoters de Marcus Raboy

### Réalisateur
- 1998 : The Players Club

### Producteur
- 1995 : Friday de F. Gary Gray
- 1997 : Dangerous Ground de Darrell Roodt
- 1998 : The Players Club d'Ice Cube
- 2000 : Next Friday de Steve Carr
- 2002 : Chasseurs de primes (All About the Benjamins) de Kevin Bray
- 2002 : Friday After Next de Marcus Raboy (en)
- 2004 : Barbershop 2 (Barbershop 2: Back in Business) de Kevin Rodney Sullivan
- 2005 : On arrive quand ? (Are We There Yet?) de Brian Levant
- 2005 : Beauty Shop de Bille Woodruff
- 2005 : Barbershop (série télévisée)
- 2006 : Black. White. (série télévisée)
- 2007 : On arrête quand ? (Are We Done Yet?) de Steve Carr
- 2007 : Friday: The Animated Series (série télévisée d'animation)
- 2008 : First Sunday de David E. Talbert
- 2008 : Ma super nièce ! (The Longshots) de Fred Durst
- 2009 : The Janky Promoters de Marcus Raboy
- 2011 : Lottery Ticket d'Erik White
- 2010-2011 : Ma femme, ses enfants et moi (Are We There Yet?) (série télévisée)
- 2015 : NWA: Straight Outta Compton (Straight Outta Compton) de F. Gary Gray
- 2016 : Mise à l'épreuve 2 (Ride Along 2) de Tim Story
- 2016 : Barbershop: The Next Cut de Malcolm D. Lee

## Distinctions
Sauf indication contraire, les informations mentionnées dans cette section peuvent être confirmées par les bases de données cinématographiques  présentes dans la section « Liens externes ».

### Nominations
- Teen Choice Awards 2016 : meilleur acteur dans un film de comédie pour  Barbershop: The Next Cut et Mise à l'épreuve 2

### Autres
- Étoile sur le Hollywood Walk of Fame dans la catégorie « industrie musicale », inaugurée le 12 juin 2017 au 6752 Hollywood Boulevard

## Voix francophones
En version française, Lucien Jean-Baptiste est la voix régulière d'Ice Cube. Lionel Henry et Jean-Paul Pitolin l'ont doublé à trois reprises.
En version québécoise, l'acteur est principalement doublé par François L'Écuyer. Gilbert Lachance et Pierre Auger l'ont également doublé à cinq et deux reprises.